# Poliespo
Poliespo (Polinsinteza Esperanto, polysynthetisch Esperanto) is een hervorming van Esperanto, die gebruikmaakt van Cherokee-woorden. Het werd gecreëerd door Nvwtohiyada Idehesdi Sequoyah (Cherokee-naam), alias Billy Joe Waldon, die in de Verenigde Staten ter dood werd veroordeeld wegens moord.

## Ontstaan
Waldon realiseerde zich in zijn jeugd dat hij sneller in het Cherokee kon denken dan in het Engels. Aanvankelijk noemde hij zijn taal Anagalisgi, wat in het Cherokee bliksemschicht betekent. Sommige bewoordingen in het Cherokee en Engels waren zo snel dat hij ze bliksemschichten noemde. Later veranderde hij de naam naar Poliespo. De gecreëerde woordenschat is makkelijker om te leren en bespaart tijd, aldus Waldon.
De bewoordingen worden gevormd door Esperanto met voor- en achtervoegsels uit het Cherokee.
De filosofie achter de taal doet denken aan klanksymboliek of fonosemantiek, en verschilt daarin hemelsbreed van de beginselen van het Esperanto.

## Fonologie
Alfabet: a, â, ā, ấ, b, b met een breve, c, ĉ, d, e, ê, f, g, gx, h, hx, i, ĭ, ĭ met een cedille (of į met een breve), ĭ met een accent grave, î, į met een accent circonflexe, í met een accent circonflexe, j, jx, k, k met een ondersteboven dakje, l, m, m met een ondersteboven dakje, n, n met een ondersteboven dakje, o, ô, p, p met een w erboven, s, sx, t, t met een circonflexe, t met een v erboven, u, û, ux, v, z, z met een circonflexe, z met een ondersteboven dakje, q, q met een accent grave, q met een circonflexe, q met een accent grave, w, w met ', w met een circonflexe, w met circonflexe en ', x, x met ', y, 2, 2 met '.
De klinkers zijn a, e, i, o en u. De â, ê, ô, en û zijn nasaal. ï is de i als in schip. Î is een nasale i. De klinker q klinkt als de irl in het Engelse girl. De W klinkt als de ŭ in het Esperanto, of ongeveer als de w in het Engels. W met een ondersteboven dakje is een nasale ŭ. X klinkt als een Hebreeuwse sjwa, en de nasale vorm ervan wordt als 2 geschreven (omdat de 2 volgens Waldon op een neus leek).
De medeklinkers zijn als in het Esperanto, met extra: De b met een breve, de k met een breve, de m met een breve, en de n met een breve, die geaspireerd wordt met een nasale h. T met een circonflexe is een stille th, de t met een v erboven is een stemhebbende th. De P met een w erboven is pw. De z met een circonflexewordt uitgesproken als ch in het Nederlands. De glottisslag en toon worden soms aangegeven, maar niet altijd. Het accent grave geeft een overgang van toon 2 naar toon 3 aan.

## Doel
Het doel van Poliespo is het westen van de Verenigde Staten, en dan voornamelijk zijn oorspronkelijke bewoners, de mogelijkheid te bieden de "Cherokee Spirit" te verwerven. Volgens de sprekers kan men niet goed Poliespo spreken als men geen Esperanto spreekt.
Aangezien Waldon om donaties vroeg van hen die hierin geïnteresseerd waren, zijn er mensen die hem ervan beschuldigd hebben oneerlijke bedoelingen te hebben.